# Steven R. Beissinger
Steven Robert Beissinger (* 12. Januar 1953 in Philadelphia, Pennsylvania) ist ein US-amerikanischer Ornithologe und Naturschützer.

## Leben
1974 erlangte Beissinger des Bachelor of Arts und 1978 den Master of Science an der Miami University in Oxford, Ohio. Im selben Jahr war er Feldbiologe am National Institute for Urban Wildlife, Columbia, Maryland. 1979 war er Biologe bei der Florida Game and Fresh Water Fish Commission. 1984 wurde er mit der Dissertation Mate Desertion and Reproductive Effort in the Snail Kite zum Ph.D. an der University of Michigan in Ann Arbor promoviert. Von 1984 bis 1985 war er Dozent für Ökologie und Umweltwissenschaften an der University of Michigan. Von 1986 bis 1988 war er außerordentlicher Assistenzprofessor für Wildtierkunde an der University of Florida, Gainesville. Von 1988 bis 1991 war er Assistenzprofessor und 1991 wurde er außerordentlicher Professor für Ökologie und Naturschutzbiologie an der Yale University in New Haven, Connecticut. 1994 war er Dozent an der Universität von Puerto Rico. Von 2003 bis 2013 war er Professor für Naturschutzbiologie und A. Starker Leopold Professor für Wildtierökologie an der University of California, Berkeley.
1984 war er Mitarbeiter auf dem International Seminar on National Parks and Equivalent Reserves des National Park Service. 1993 wurde er Populationsbiologe beim United States Fish and Wildlife Service. 1985 wurde er wissenschaftlicher Mitarbeiter bei der Smithsonian Institution. Ferner ist er Mitglied der Species Survival Commission für Parrots der IUCN.
Beissinger befasst sich mit Naturschutzbiologie, Überlebensfähigkeit von Populationen, Verhaltens- und Populationsökologie mit dem Ziel, den Einfluss des Klimawandels zu verstehen sowie gefährdete oder kommerziell wertvolle Wildtiere zu schützen. Seine Forschung kombiniert intensive Feldstudien, die auf quantitativen Stichproben basieren, mit Feld- oder Laborexperimenten und Modellierung. Jüngste Projekte wurden in Kalifornien, Venezuela und Puerto Rico durchgeführt. Dazu gehören die Erforschung der Reaktion von kalifornischen Vögeln und Säugetieren auf den Klimawandel des 20. Jahrhunderts als Teil des Grinnell Resurvey Project, die Metapoluationsbiologie von versteckt lebenden Rallen in einer Kulturlandschaft, Langzeitstudien zur Verhaltens- und Evolutionsökologie von Papageien in Venezuela sowie die Ökologie von gefährdeten oder überjagten Arten.
In Zusammenarbeit mit seinen Studenten und Mitarbeitern hat Beissinger über 175 wissenschaftliche Artikel veröffentlicht. Er ist Herausgeber der Bücher Population Viability Analysis (University of Chicago Press, 2002) und New World Parrots in Crisis: Solutions from Conservation Biology (Smithsonian Press, 1992).
Beissinger war von 2016 bis 2018 Präsident der American Ornithologists’ Union, die unter seiner Leitung mit der Cooper Ornithological Society zusammengeschlossen und in American Ornithological Society umbenannt wurde.
2010 wurde Beissinger mit der William-Brewster-Medaille ausgezeichnet. 2019 wurde er Mitglied der Ecological Society of America.